# ميلوش بويوفيتش
ميلوش بويوفيتش مواليد 2 ديسمبر 1981 في بلغراد، جمهورية يوغوسلافيا الاشتراكية الاتحادية، هو لاعب كرة سلة صربي. بدأ مسيرته الاحترافية في سنة 1999. يلعب في الدوري الروماني لكرة السلة. يحمل الرقم 15.

## المسيرة الاحترافية
لعب مع نادي ميغا لكرة السلة من سنة 1999 إلى 2004، ثم لعب مع نادي بودوشنوست لكرة السلة في موسم 2008–2009، ثم لعب مع نادي إف إم بي لكرة السلة في موسم 2012–2013.

## روابط خارجية
- ميلوش بويوفيتش على موقع كرة السلة الأوروبية.كوم (الإنجليزية)
- ميلوش بويوفيتش على موقع ريلجم (الإنجليزية)
- ميلوش بويوفيتش على موقع بروبوليرز (الإنجليزية)
- ميلوش بويوفيتش على موقع سبورتس رفرنس (الإنجليزية)